# Hazcam

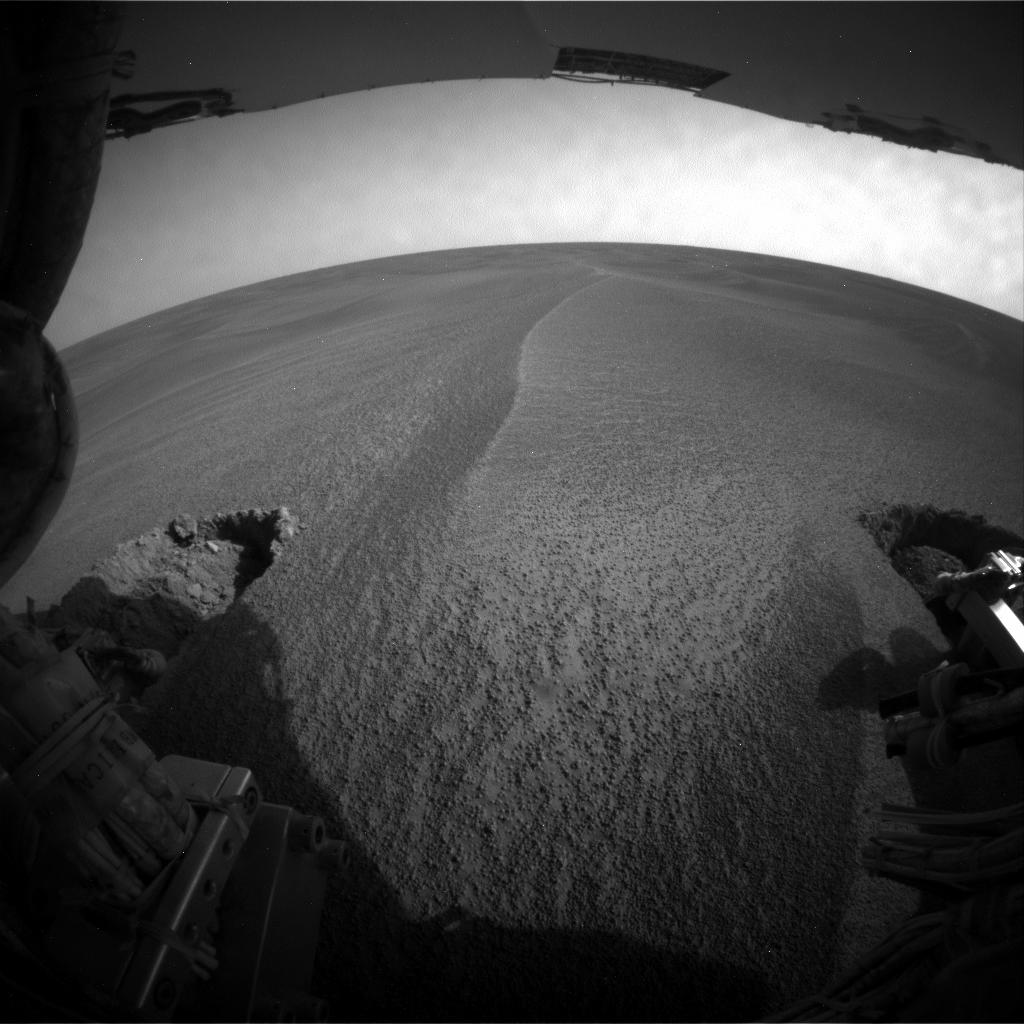
Snímky z fotografické kamery Hazcam indikují inženýrům NASA, že vozítko Opportunity Rover uvízlo v písečné duně

Hazcam (zkratka Hazard Avoidance Cameras) jsou fotografické kamery umístěné vpředu a vzadu na vozítkách společnosti NASA – Spirit, Opportunity, Curiosity a Perseverance účastnící se misí na planetu Mars.

## Popis
Zařízení Hazcam je citlivé na viditelné světlo a snímá černobílé fotografie o rozlišení 1024x1024 pixelů. Tyto záběry jsou využívány interním počítačem vozítka k samostatné navigaci v nebezpečných situacích. Díky jejich umístění na obou stranách vozítka a simultánnímu snímání vpředu a vzadu poskytují podklady pro trojrozměrné mapování bezprostředního okolí. V důsledku toho, že kamery jsou fixovány napevno (nepohybují se samostatně, ale s vozítkem), disponují širokým úhlem pohledu (přibližně 120° horizontálně i vertikálně) a poskytují záběr na velký prostor terénu.
Kamery jsou považovány za technické kamery, protože nebyly určeny k použití pro vědecké experimenty. Další sada inženýrských kamer na vozítkách jsou takzvané Navcamy.
Vozítko Mars Exploration Rover má pod úrovní paluby umístěny dva páry kamer HazCam (jeden pár vpředu a jeden vzadu), které zajišťují sledování terénních překážek při pohybu vozítka. Právě zařízení Hazcam potvrdilo bezpečné přistání Mars Science Laboratory.

## Galerie

Uvíznutí vozítka Mars Exploration Rover Opportunity v měkké písečné duně. Sekvence začíná 460. den na Marsu (10. května 2005) a končí o 11 dnů později. Robot za tu dobu popojel o 26 cm, zatímco se kolečko otočilo tolikrát, že by na pevném podkladu ujelo 46 metrů. Záběr z pravé přední kamery.
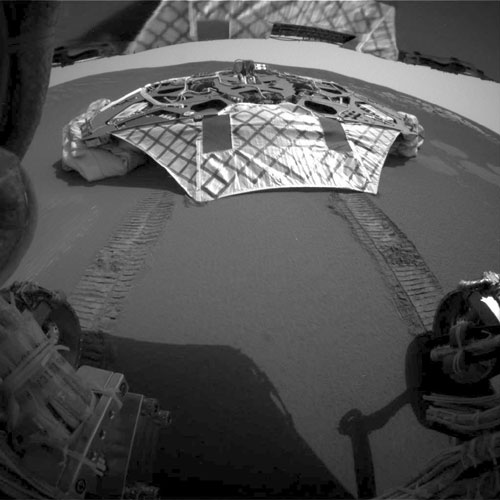
Robot Opportunity se vzdaluje od svého přistávacího modulu. Je vidět konzistentní povrch Marsu, 27. března 2004.
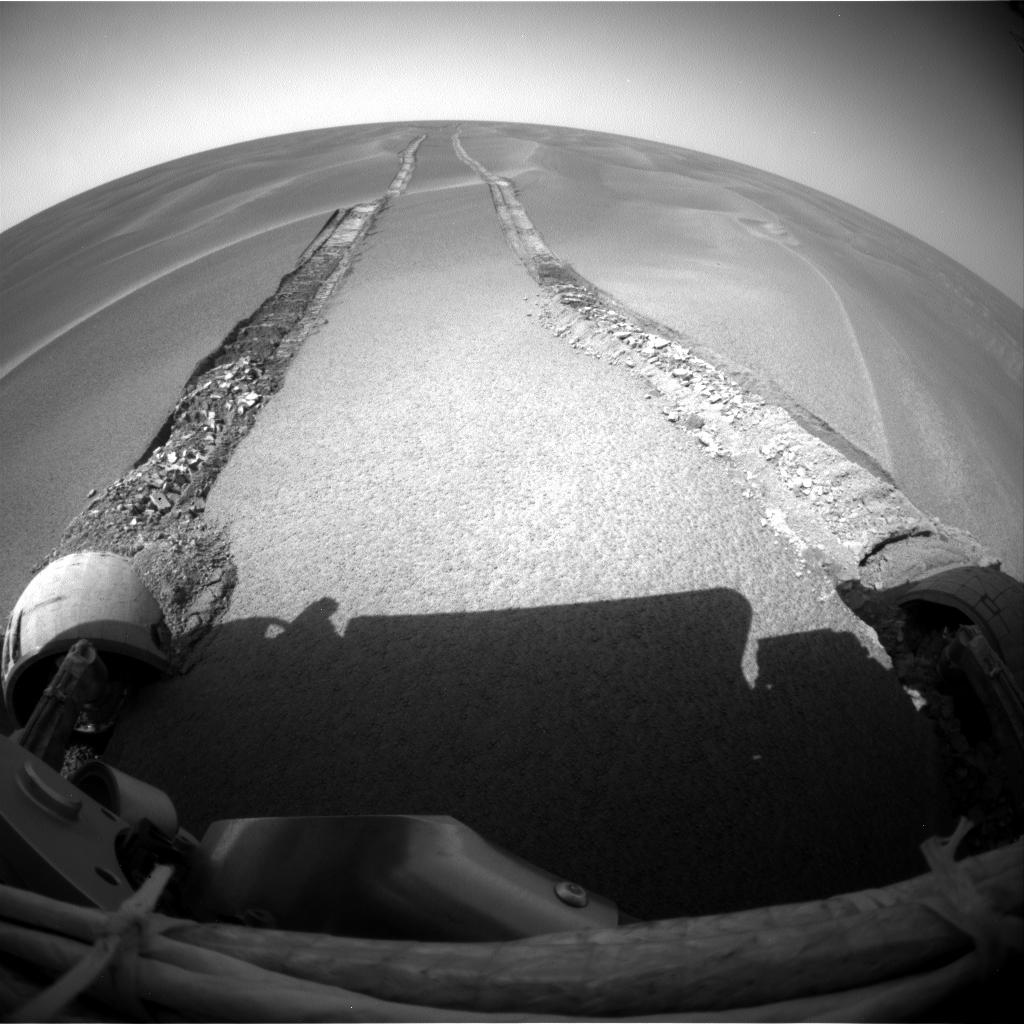
Fotografie pořízená vozítkem Opportunity ukazuje, jak robot zajel do velmi měkkého materiálu a do poloviny kola zapadl, 26. dubna 2005, Sol 446
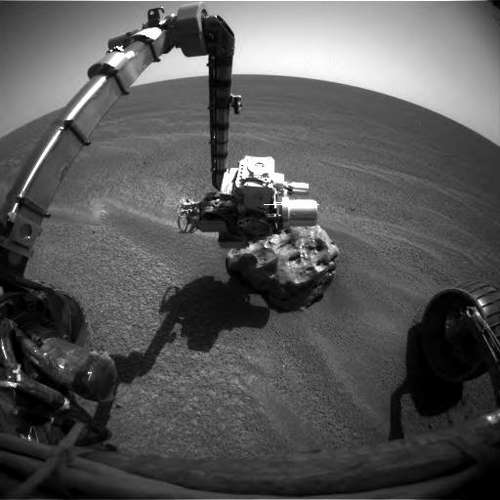
Robotická paže Opportunity zkoumá horninu, 21. ledna 2005